# CL (Programmiersprache)
CL (Control Language deutsch: Steuersprache) ist eine Batch-orientierte Programmiersprache für die IBM-Betriebssysteme CPF und später OS/400.

## Verwendung
CL wurde für die Automatisierung von Systemabläufen, das Steuern der Konfiguration oder zum Starten von RPG-Programmen mit Parametern konzipiert. Es ist keine geeignete Sprache zur Programmierung von Anwendungen, deren Komplexität über einen Darstellungsbildschirm hinausgeht.

## Funktionsüberblick
Die Steuersprache CL beinhaltet folgende Funktionen:
- Befehle zum Programmaufruf
- Logische Funktionen für Verzweigungen
- Nachrichtensteuerung
- Parametersteuerungseinrichtung zum Variablenaustausch mit anderen Programmen

## Entwicklung
Bereits 1979 enthielt das IBM System/38 mit dem Steuerprogramm CPF auch die Steuersprache CL. Mehr als 250 Befehle ermöglichten den Benutzern dieses Systems den Zugriff auf einen Großteil der Systemfunktionen. Die CL-Befehle können dabei sowohl interaktiv als auch im Stapelbetrieb verwendet werden.
In der OS/400-Releaseversion V5R3 ermöglicht sie erstmals Schleifen und Switch-Case.
Seit V5R4 ist auch prozedurales Programmieren möglich. Damit kann man mit CL recht komplexe Programme erstellen, auch wenn das nicht Hauptzweck dieser Sprache ist.